# Saperavi
Saperavi (auch Sapérawi, georgisch საფერავი) ist eine dunkle Rebsorte, die aus dem Alasani-Tal in der Region Kachetien in Ost-Georgien stammt. Das Alasani-Tal liegt zwischen dem Großen Kaukasus und dem Gebirge Tsiv-Gombori, was auf Georgisch ungefähr Kalte Gebirge bedeutet. Die farbkräftigen und säurereichen Trauben mit rötlichem Fruchtfleisch eignen sich besonders als Färbertraube. Selbst bei einem Verschnitt mit 30 % Weißwein sind die resultierenden Weine immer noch kräftig rot.
Die sehr spät reifende, meist ertragsarme Sorte ist recht widerstandsfähig gegen den Echten und Falschen Mehltau sowie gegen Frost. Sie ist daher für den Anbau in winterkalten Gegenden gut geeignet.
Die Rebe ist in nahezu allen weinbaubetreibenden Ländern der ehemaligen UdSSR (Armenien, Aserbaidschan, Autonome Republik Krim, Moldau, Tadschikistan, Turkmenistan, Usbekistan und  Kirgisistan), in einigen Ländern Osteuropas (Bulgarien, Rumänien), in New York und in Kanada weit verbreitet. Die Rotweine können durchaus mehr als 30 Jahre altern. Saperavi wird auch gerne als Tafeltraube verwendet.
In Georgien wird er auch sortenrein gekeltert, auf der Halbinsel Krim entsteht daraus der Juschnobereschni sowie der rote Krimsekt. In gewissen Weinbaugegenden wird der Grundwein auch zu Weinbrand destilliert. Ein bekannter georgischer Qualitätswein aus 100 % Saperavi ist der Kindzmarauli.
In den Gebieten sind die Spielarten Martali Saperawi (es soll sich dabei um die qualitativ höchstwertige Art handeln), Tchwili Saperawi, Mamali Saperwi, Dedali Saperawi und die Saperawi Budetschuri.
Bei den Neuzüchtungen Bastardo Magaratchsky VIVIC 1028, Roubinovy Magaratcha VIVIC 7088 und Saperawi Severni wurde sie als Bestandteil der Kreuzung genutzt und wird als zweigeschlechtige Rebe für die Bestäubung der Weinreben von Ekim Kara und Kefessija genutzt.

## Synonyme
Atenuri Saperavi, Didi Saperavi, Kleinbeeriger, Krasilshik, Meshkhuri Saperavi, Nerki Khagog, Obchuri Saperavi, Patara Saperavi, Saparavi, Saperaibi, Saperave M Ekim Koklemtevana, Saperavi Budesuri Seburi, Saperavi Crni, Saperavi De Kachet, Saperavi De Kakhetie, Saperavi Didtana Kvaviliani, Saperavi Kriklina, Saperavi Martvalmitveni, Saperavi Nishvilmaritvala, Saperavi Patara, Saperavi Taokeri, Sapeur, Sapperavy, Scoperawi, Szaperavi.